# 技研トラステム
技研トラステム株式会社（ぎけんトラステム、英: Giken Trastem Co., Ltd.）は、京都市伏見区に本社を置く人数カウントシステムのメーカー。
世界で初めて人間の動きをデータ化した企業である。

## 概要
人数カウントシステムをはじめとする人や車の数を計数するためのシステムを開発。その販売、制作を行っているエレクトロニクスメーカー。
主に公共・交通施設や商業施設向けに来場者カウンターを販売している。

## 所在地
- 本社 - 〒612-8429 京都府京都市伏見区竹田西段川原町98
- 東京支店 - 〒105-0022　東京都港区海岸1-9-1　浜離宮インターシティ３F
- ソウル支店 - 〒152-848 ソウル特別市九老区デジタル路26ギル111(九老洞) JnKデジタルタワーA1611